# Hans-Peter Friedländer
Hans-Peter Friedländer (ur. 6 listopada 1920 w Berlinie, zm. 15 lipca 1999) – szwajcarski piłkarz występujący na pozycji napastnika. Uczestnik Mistrzostw Świata 1950.

## Kariera
Karierę rozpoczął w Grasshopper Club. W 1941 roku zadebiutował w reprezentacji Szwajcarii. W 1947 roku został piłkarzem Lausanne Sports. Sportową karierę zakończył w 1954 roku.